# Gerhard Struve

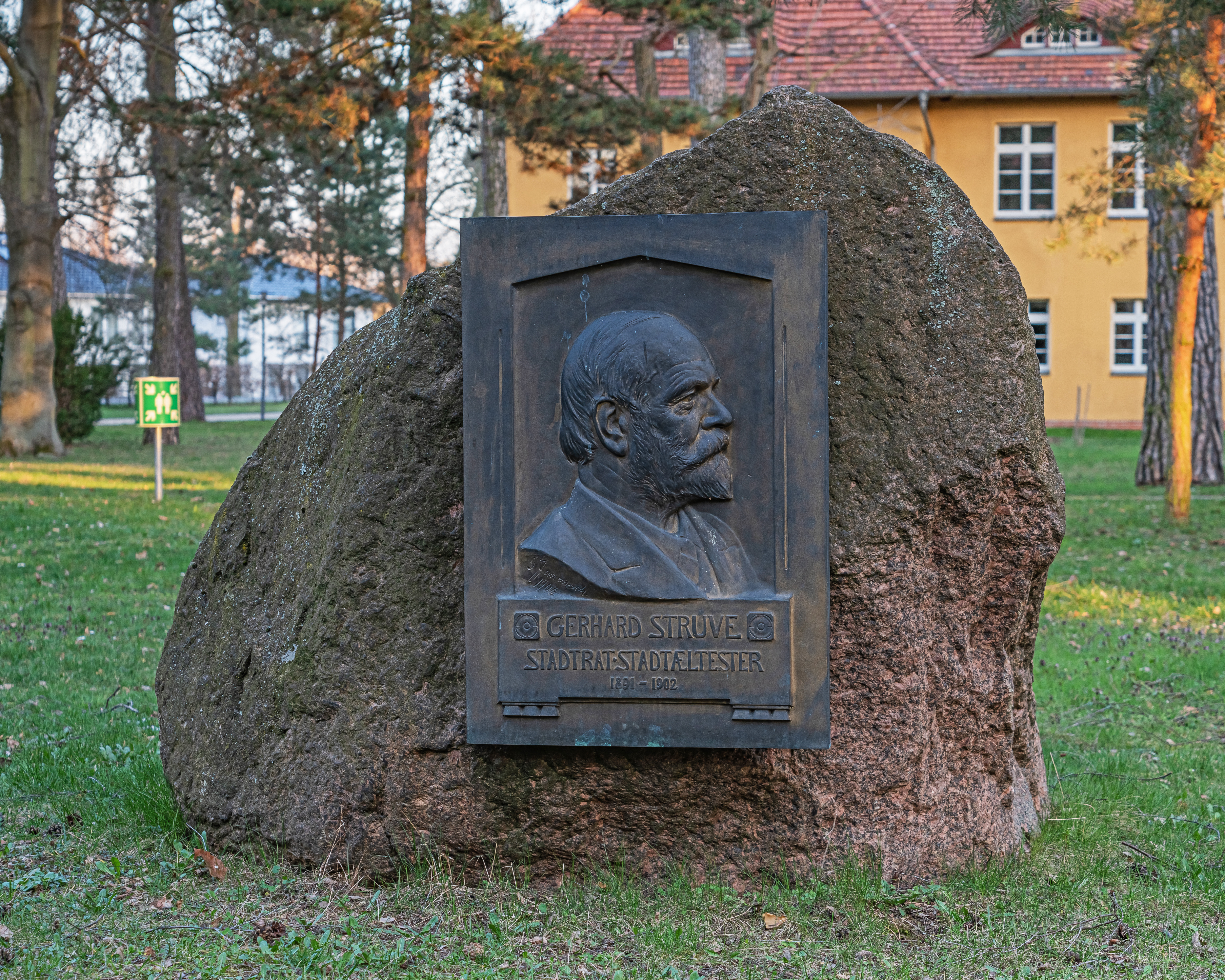
Gedenktafel in Struveshof mit Reliefbild von Struve

Gerhard Struve (* 3. September 1835 in Ummendorf; † 6. Juli 1904 in Berlin) war Domänenpächter, Zuckerfabrikant und Mitglied des Deutschen Reichstags.

## Leben

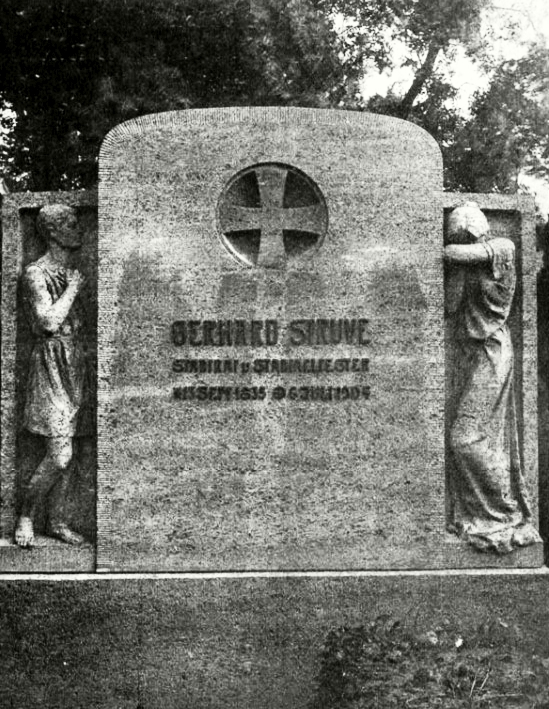
1905, Grabplastik von Ida Schaer-Krause

Struve besuchte das Gymnasium und später die Universität Bonn und die Akademie Poppelsdorf. Bis zum Jahre 1872 war er Domänenpächter und Zuckerfabrikant in der Provinz Posen. Er diente im Krieg 1870/71.
Struve war Mitglied des Preußischen Abgeordnetenhauses für den Wahlkreis Regierungsbezirk Magdeburg 8 (Halberstadt – Wernigerode – Oschersleben) von 1866 bis 1876. Nachdem er eine Neuwahl aus persönlichen Gründen abgelehnt hatte, wurde er von 1879 bis 1882 von seinem Heimatkreis Neuhaldensleben – Wolmirstedt erneut in das Abgeordneten-Haus gewählt. Er war auch Stadtrat in Berlin und engagierte sich für sozial gefährdete Jugendliche und Kinder. Nach ihm ist der Struveshof benannt.
Von 1877 bis 1887 war er Mitglied des Deutschen Reichstags für den Wahlkreis Frankfurt an der Oder 4 (Lebus), zunächst für die Nationalliberale Partei, dann die Liberale Vereinigung und schließlich die Deutsche Freisinnige Partei.

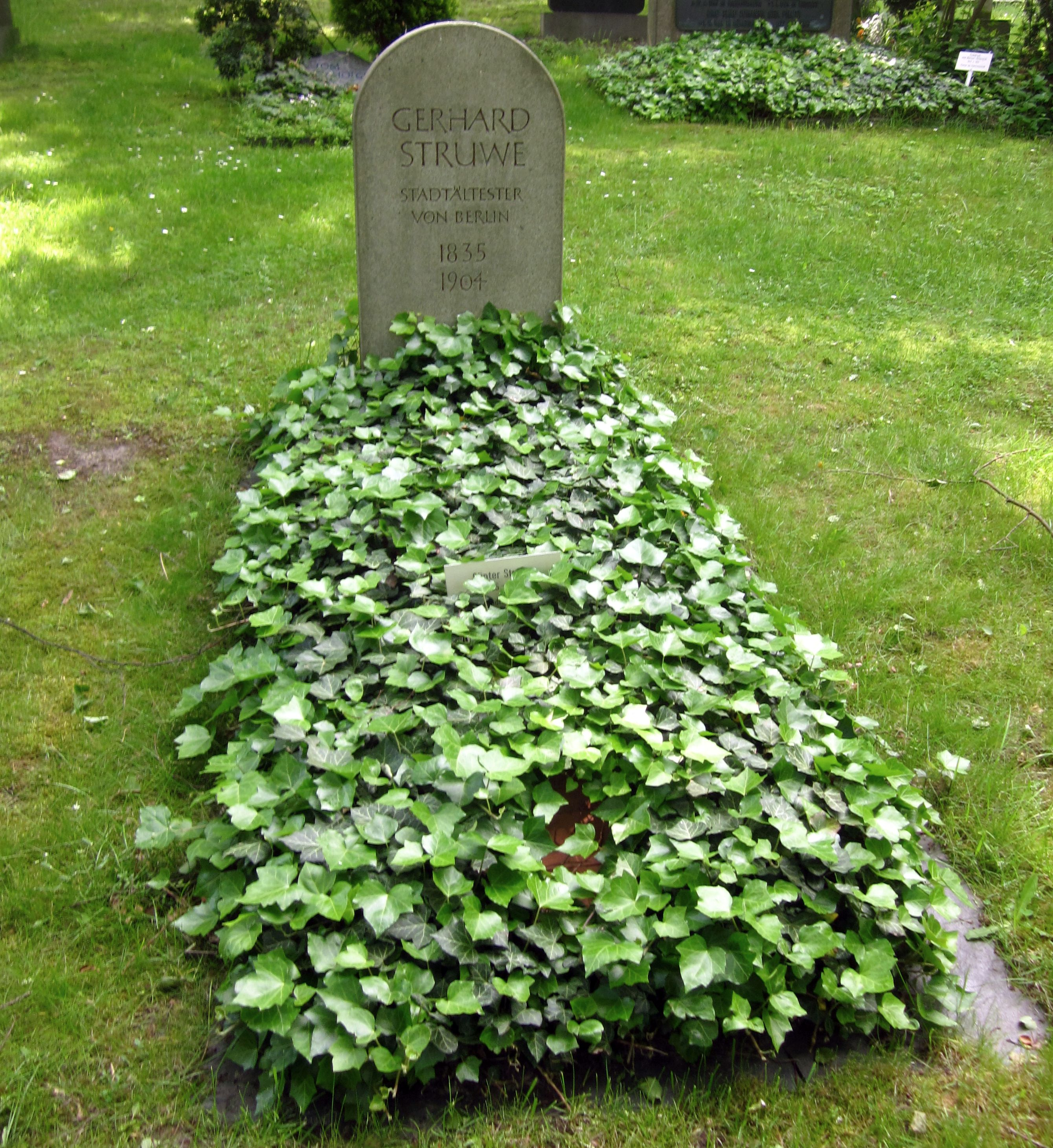
Gerhard Struves Ehrengrab

Struve wurde 1903 als Stadtältester von Berlin und später mit dem Ehrengrab der Stadt Berlin auf dem Alten St.-Matthäus-Kirchhof geehrt. Sein Grabstein wurde offenbar nach dem Zweiten Weltkrieg neu und fehlerhaft beschriftet.